# Cmentarz wojenny nr 141 – Ciężkowice
Cmentarz wojenny nr 141 – Ciężkowice-Rakutowa – austriacki cmentarz wojenny z okresu I wojny światowej wybudowany przez Oddział Grobów Wojennych C. i K. Komendantury Wojskowej w Krakowie i znajdujący się na terenie jego okręgu IV Łużna.
Znajduje się we wschodniej części miasta Ciężkowice, po prawej stronie drogi do Rzepiennika Strzyżewskiego.
Pochowano na nim 33 żołnierzy austriackich, 60 żołnierzy niemieckich oraz 255 żołnierzy rosyjskich, którzy polegli 2 maja 1915 roku.
Cmentarz zaprojektował prawdopodobnie Jan Szczepkowski.

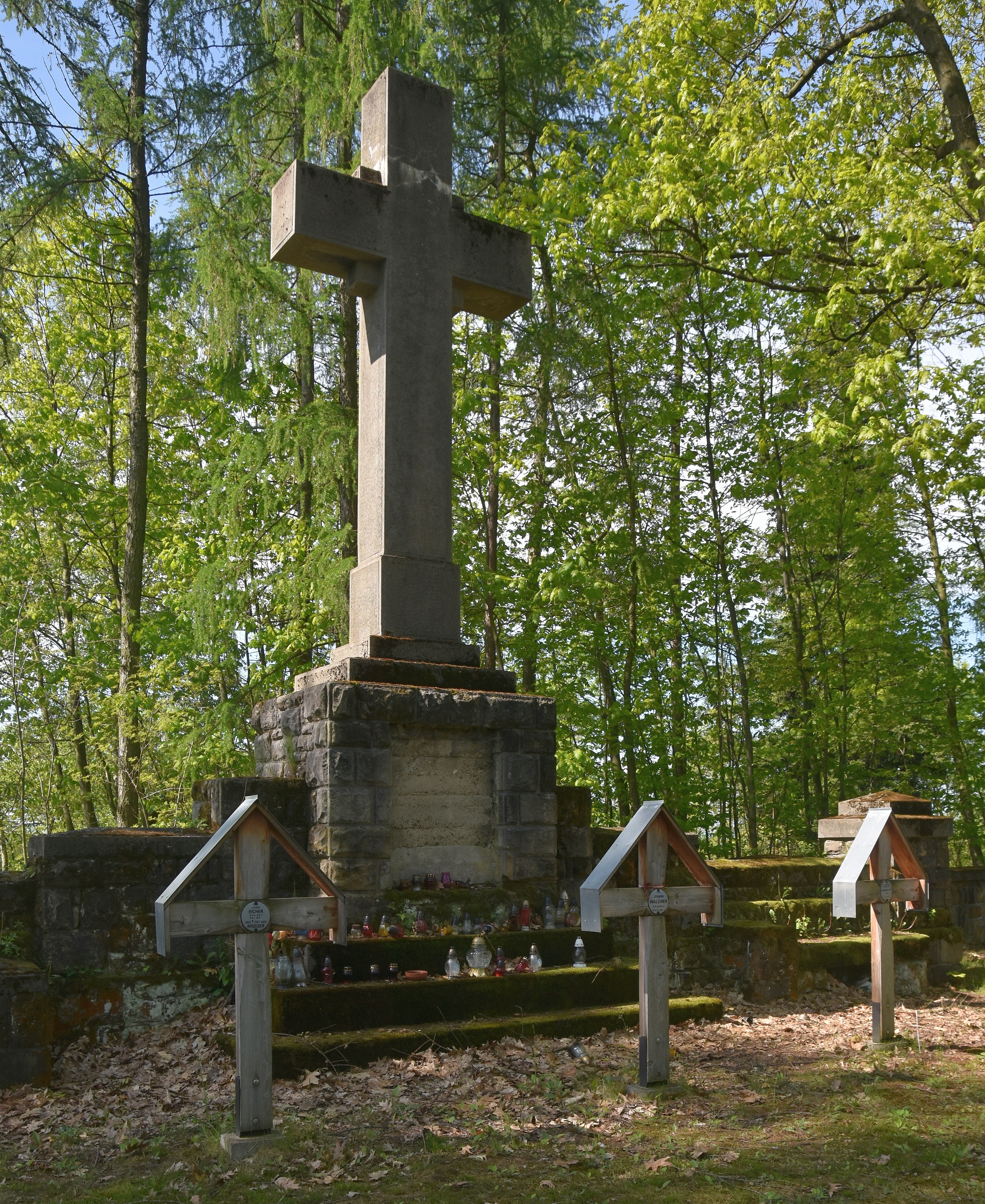
Pomnik centralny
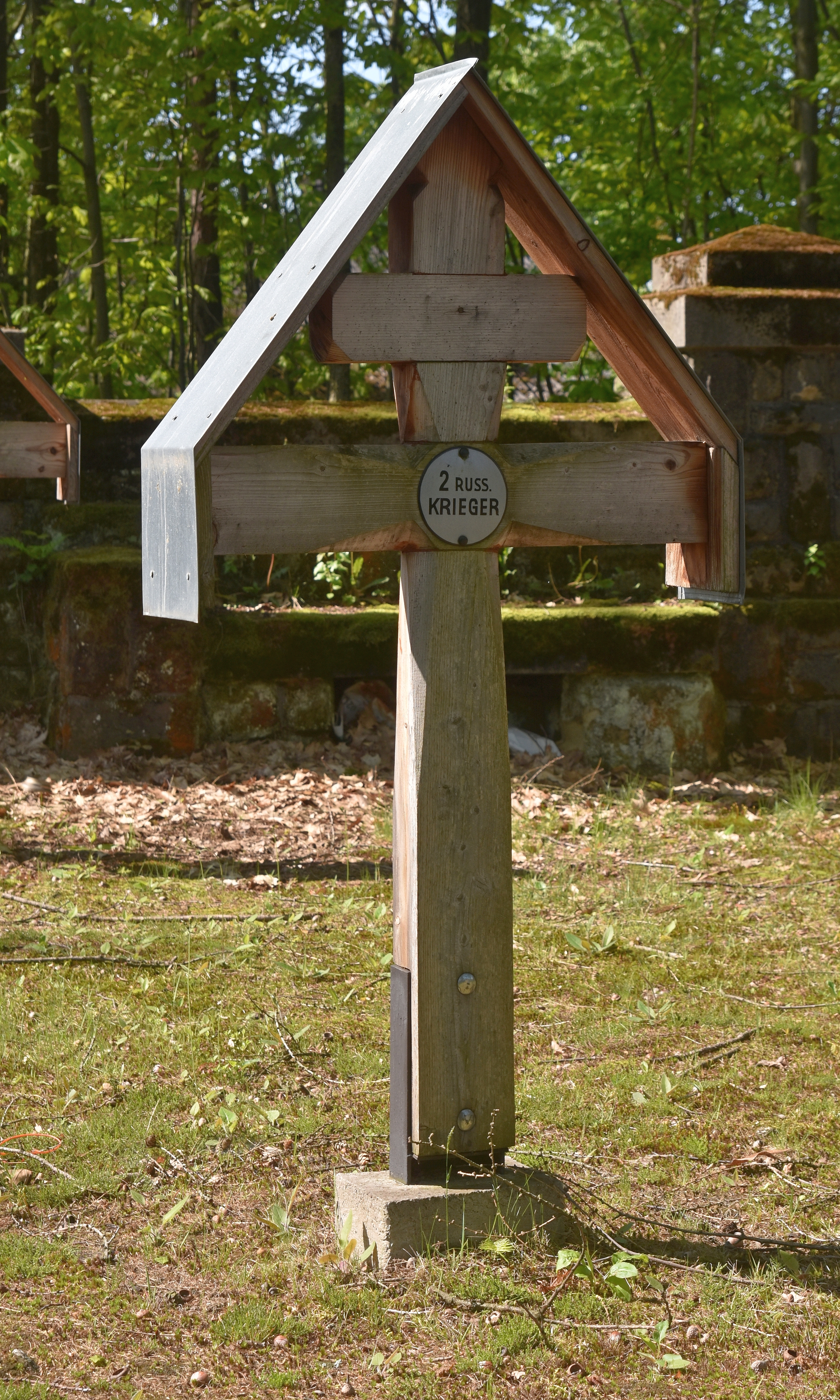
Krzyż rosyjski
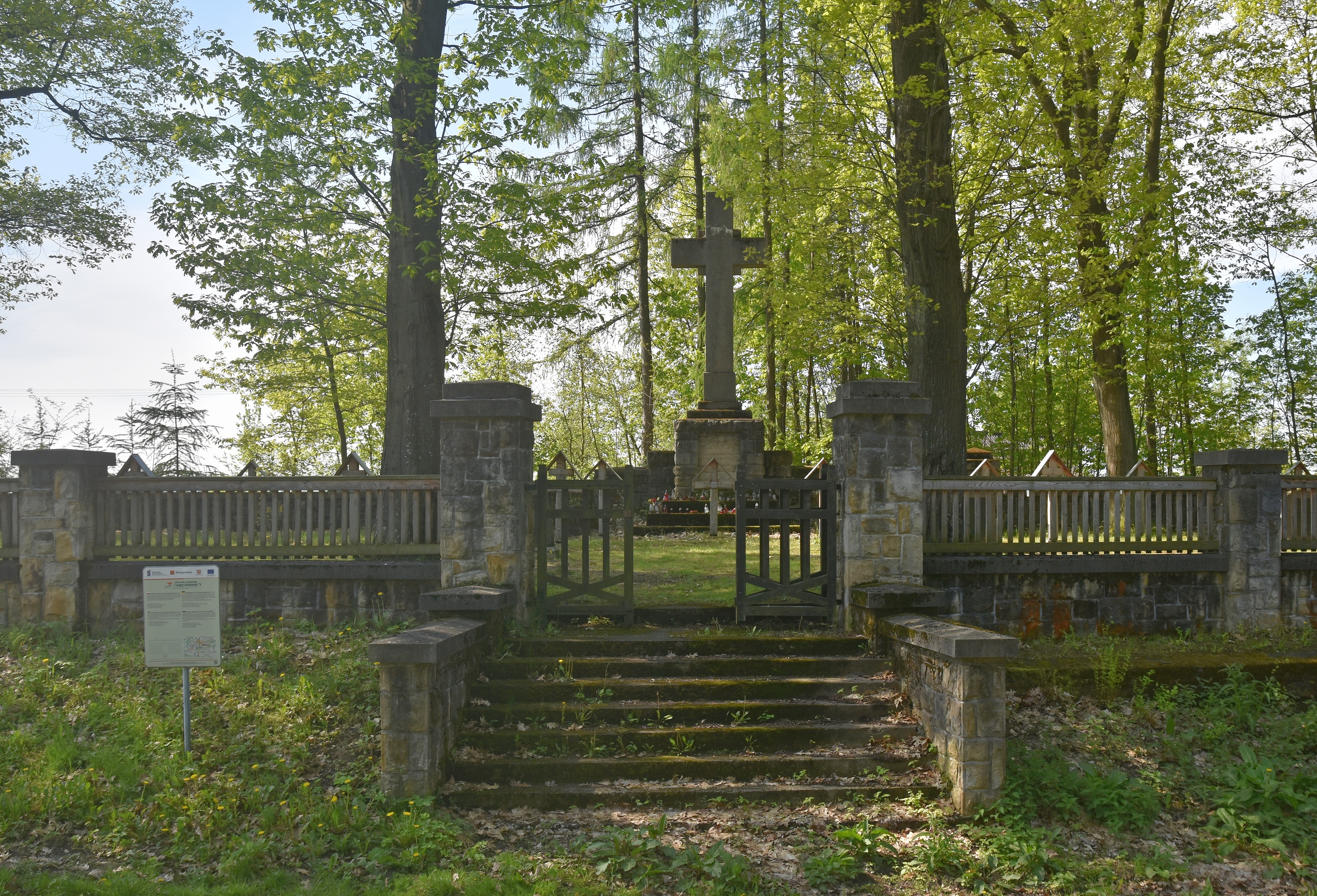
Wejście